# Lista de reitores da Universidade Federal do Rio Grande do Sul

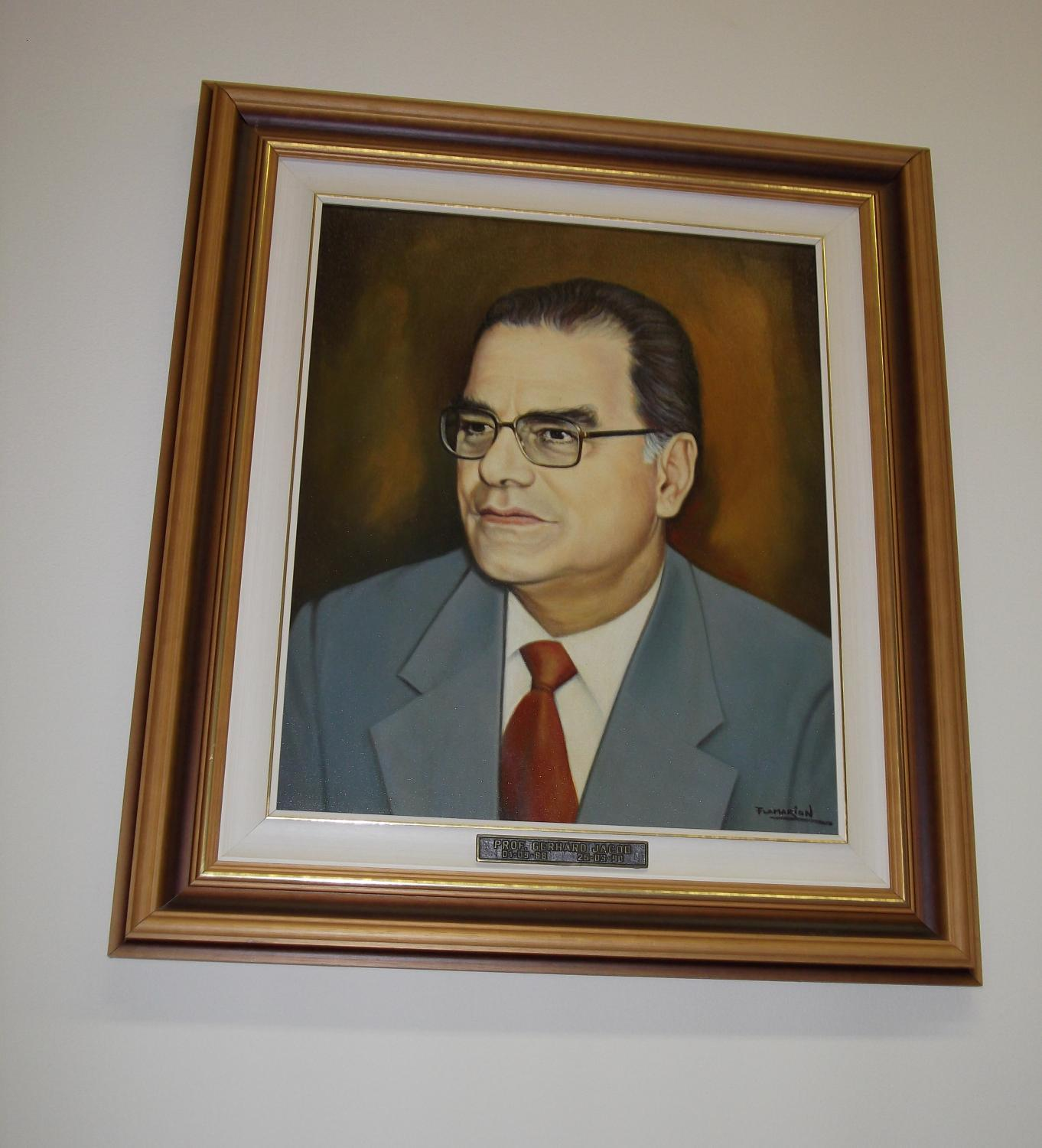
Gerhard Jacob, 16.° reitor da UFRGS

Esta é uma lista dos reitores da Universidade Federal do Rio Grande do Sul (UFRGS).
| N.º | Nome                                 | Vice-reitor                                                                | Período       |
| 1   | Manoel André da Rocha                | -                                                                          | 1936-1937     |
| 2   | Aurélio de Lima Py                   | -                                                                          | 1937-1939     |
| 3   | Ary de Abreu Lima                    | -                                                                          | 1939-1941     |
| 4   | Edgar Luiz Schneider                 | -                                                                          | 1942-1943     |
| 5   | Antonio Saint Pastous de Freitas     | -                                                                          | 1943-1944     |
| 6   | Egídio Hervé                         | -                                                                          | 1944-1945     |
| 7   | Armando Pereira da Câmara            | -                                                                          | 1945-1949     |
| 8   | Alexandre Martins da Rosa            | -                                                                          | 1949-1952     |
| 9   | Eliseu Paglioli (reconduzido)        | -                                                                          | 1952-1964     |
| 10  | José Fonseca Milano                  | -                                                                          | 1964-1968     |
| 11  | Eduardo Zaccaro Faraco               | Ivo Wolff                                                                  | 1968-1972     |
| 12  | Ivo Wolff                            | Homero Só Jobim                                                            | 1972-1976     |
| 13  | Homero Só Jobim                      | Mário Rigatto                                                              | 1976-1980     |
| 14  | Earle Diniz Macarthy Moreira         | Sérgio de Meda Lamb                                                        | 1980-1984     |
| 15  | Francisco Luis dos Santos Ferraz     | Gerhard Jacob                                                              | 1984-1988     |
| 16  | Gerhard Jacob                        | Tuiskon Dick                                                               | 1988-1990     |
| 17  | Tuiskon Dick                         | -                                                                          | 1990-1992     |
| 18  | Hélgio Henriques Casses Trindade     | Sérgio Nicolaievsky                                                        | 1992-1996     |
| 19  | Wrana Maria Panizzi (reconduzida)    | Nilton Rodrigues Paim (1996-2000) José Carlos Ferraz Hennemann (2000-2004) | 1996-2004     |
| 20  | José Carlos Ferraz Hennemann         | Pedro Cezar Dutra Fonseca                                                  | 2004-2008     |
| 21  | Carlos Alexandre Netto (reconduzido) | Rui Vicente Oppermann (reconduzido)                                        | 2008-2016     |
| 22  | Rui Vicente Oppermann                | Jane Tutikian                                                              | 2016-2020     |
| 23  | Carlos André Bulhões                 | Patricia Pranke                                                            | 2020-2024     |
| 24  | Marcia Barbosa                       | Pedro Costa                                                                | 2024-presente |

1. ↑  «Reitores — consun». www.ufrgs.br. Consultado em 23 de setembro de 2020
2. ↑  «UFRGS tem nova reitora». UFRGS. 23 de setembro de 2024. Consultado em 23 de setembro de 2024